# Marlène Ngobeleza
Marlène Ngobeleza Matokio, née le 3 mai 1995 à Kinshasa, est une joueuse congolaise (RDC) de basket-ball évoluant au poste d'arrière.

## Carrière
Elle participe au Championnat d'Afrique féminin de basket-ball 2019.
Elle évolue en club au V-Club.

## Mérite individuelles
Coupe du Congo
- Meilleure tri-pointeuse: 2019 (23 paniers)
- Meilleure marqueuse : 2019 (150 points)[2]